# Beer Drinkers and Hell Raisers
Albums de Motörhead
Ace of Spades
(1980) No Sleep 'til Hammersmith
(1981)
Beer Drinkers and Hell Raisers, sorti en 1980, est un EP du groupe de heavy metal anglais Motörhead.

## L'album
Ces quatre titres, enregistrés pendant les sessions d'enregistrement du premier album Motörhead en 1977, ne furent pas retenus pour figurer sur l'album.
En 1980, Motörhead est au sommet de sa gloire. La maison de disques en profite donc pour sortir ces titres en EP.
En 1983 Big Beat Records sortira une version française avec six titres supplémentaires : Vibrator, White Line Fever, City Kids, Keep Us on the Road, Lost Johnny et Motörhead.
Deux titres sur quatre sont des reprises.
Les quatre titres de Beer Drinkers and Hell Raisers sortiront en CD sur l'album Motörhead.

## Les musiciens
- Lemmy Kilmister — voix, basse
- "Fast" Eddie Clarke — guitare
- Phil "Philthy Animal" Taylor — batterie

## Les titres
1. Beer Drinkers and Hell Raisers – 3 min 27 s
2. On Parole – 5 min 57 s
3. Instro – 2 min 27 s
4. I'm Your Witchdoctor – 2 min 58 s

## Informations sur le contenu de l'album
- Beer Drinkers and Hell Raisers est une reprise de ZZ Top (1973)
- On Parole est une composition de Larry Wallis, premier guitariste du groupe
- I’m Your Witchdoctor est une reprise de John Mayall & the Bluesbreakers (1965)